# Emile Goeman
Emile Albert Goeman (Vrasene, 20 juli 1915 - 11 april 1987) was een Belgisch politicus voor de CVP.

## Levensloop
Als licentiaat in de economische wetenschappen werd Goeman beroepshalve handelsbestuurder.
Voor de CVP werd hij in 1958 verkozen tot gemeenteraadslid van Vrasene. Van 1961 tot 1971 was hij tevens lid van de Kamer van volksvertegenwoordigers voor het arrondissement Sint-Niklaas.